# Teatro Royal (Bath)
El Teatro Royal en Bath, Inglaterra, fue construido en 1805. Ha sido descrito como "uno de los ejemplos más importantes de arquitectura teatral georgiana que quedan". El auditorio tiene 888 asientos.
La construcción del Teatro Royal reemplazó al Old Orchard Street Theatre (construido entre 1747 y 1750), que luego cerró y fue convertido en una iglesia católica. La financiación se realizó a través de una Tontina. El arquitecto fue George Dance el Joven, junto con el arquitecto local John Palmer. En la inauguración se presentó una actuación de Ricardo III de Shakespeare. Actuaron muchos actores destacados de la época, como Dorothea Jordan, William Macready y Edmund Kean. Un gran incendio destruyó en 1862 todo el interior del edificio, pero se llevó a cabo rápidamente la reconstrucción bajo la dirección del arquitecto teatral Charles J. Phipps. Fue él quien diseñó la entrada actual. Se realizaron más renovaciones y modificaciones en los años 1892 y 1902, incluyendo una nueva escalera y la instalación de iluminación eléctrica. A pesar de las actuaciones de famosos intérpretes como Sarah Bernhardt, Anna Pavlova y Mrs. Patrick Campbell, el teatro fue poco rentable. Durante la Segunda Guerra Mundial, también actuaron estrellas como Donald Wolfit, Irene Vanbrugh, John Gielgud y Sybil Thorndike, con espectáculos como "Private Lives" y "Blithe Spirit" de Noël Coward, una actuación de la Compañía de Danza Rambert y entretenimiento ligero como "Charley's Aunt", sin embargo, la asistencia disminuyó.
En 1979, el teatro fue comprado por un fideicomiso y renovado con fondos de donaciones. Se construyó un nuevo escenario y se instaló un nuevo sistema de poleas para decorados y luces. En 1997 se inauguró un nuevo teatro más pequeño con 150 asientos, el Ustinov-Studio. En 2005 se añadió el teatro infantil "The Egg".

## Historia
El Old Orchard Street Theatre, que fue reemplazado por el Teatro Royal, fue el primer teatro fuera de Londres en poseer el Royal Patent, otorgado en 1768 y posteriormente asumido por el nuevo teatro. Después de cuatro años de abandono, el antiguo teatro fue convertido en una iglesia y desde 1866 alberga una logia masónica. La búsqueda de un emplazamiento para el nuevo teatro se inició en 1802 y finalmente se encontró un lugar adecuado en 1804. La financiación se llevó a cabo a través de una Tontina, un método financiero que lleva el nombre del banquero napolitano Lorenzo de Tonti y que se originó en Francia en 1653. Combina los beneficios de una renta vitalicia con una lotería, donde cada participante aporta una suma específica al fondo y luego recibe su renta vitalicia. Cuando un participante fallece, los otros contribuyentes reciben sus partes, lo que aumenta la renta vitalicia para cada uno. Cuando fallece el último participante, se disuelve el fondo. Las acciones, valoradas en £200, se agotaron rápidamente, y entre los suscriptores se encontraban el príncipe heredero, luego George IV, y su hermano, el príncipe Federico Augusto. Un método similar ya se había utilizado para financiar la construcción de las Bath Assembly Rooms.
El exterior del edificio, con arcos, pilastras, guirnaldas y ornamentos, fue diseñado por George Dance el Joven, quien también diseñó partes del interior. Las estructuras de la casa fueron construidas por el arquitecto local John Palmer. El techo fue decorado con paneles de un antiguo edificio cerca de la Abadía de Fonthill y diseñado artísticamente por el pintor italiano Andrea Casali. Estas obras fueron donadas por el político Paul Cobb Methuen (MP). Cuando se instaló la iluminación de gas en 1827, se temía por daños a las obras de arte, por lo que fueron trasladadas a la casa de campo Dyrham Park en South Gloucestershire.
La inauguración tuvo lugar el 12 de octubre de 1805 con una producción de Ricardo III de Shakespeare. Sin embargo, debido a la ausencia de actores conocidos, la representación no fue un gran éxito. A lo largo de los años, el teatro bajo la dirección de William Wyatt Dimonds ganó una buena reputación. Las actuaciones de la época incluyeron a estrellas infantiles como Master Betty y Clara Fisher, así como a actores londinenses establecidos como Dorothea Jordan, William Macready y Edmund Kean. Además de dramas de Shakespeare y otros, se produjeron obras de ópera y comedia. Joseph Grimaldi interpretó al payaso en la pantomima inglesa "Mother Goose" en noviembre de 1815.
Entre los años 1810 y 1850, hubo cambios en la propiedad y gestión del teatro, coincidiendo con el resurgimiento de los puritanos y la pérdida de importancia de Bath. La disminución de los ingresos se enfrentó a demandas de salarios más altos por parte de los actores londinenses, lo que llevó al teatro a una situación financiera precaria y un período de declive. La situación mejoró cuando James Henry Chute, yerno de la propietaria, Mrs. Macready, asumió el control de los negocios. Anteriormente había dirigido las Bath Assembly Rooms.

## Incendio y Reconstrucción
El 18 de abril de 1862, un gran incendio destruyó toda la decoración interior del teatro, incluyendo el escenario, los decorados, los vestuarios y la biblioteca. Solo quedaron en pie las paredes exteriores. Una nueva sociedad se formó para reconstruir el teatro, y se convocó un concurso para los mejores diseños. Charles John Phipps resultó ganador del concurso, y la reconstrucción comenzó de inmediato. Se implementó un nuevo acceso en la calle Sawclose, incorporando un portal previamente instalado en una casa perteneciente al conocido Beau Nash de Bath, diseñado por Thomas Greenaway. Nikolaus Pevsner criticó las decoraciones exageradas de los marcos de las ventanas, los frisos y los arcos de las puertas como "característicamente exagerados", haciendo referencia a John Wood el Viejo y su enfoque de "decoración exuberante", más característica de un albañil que de un arquitecto. Chute continuó como director del teatro y contrató a Charles Kean y Ellen Terry para la producción de "El sueño de una noche de verano" en la ceremonia de reapertura el 3 de marzo de 1863.
Inicialmente, el teatro recién inaugurado luchó por ser rentable, a pesar de las actuaciones de estrellas como Henry Irving. En 1885, William Lewis asumió el arrendamiento y en 1892 lo sucedió su hijo Egbert. Ellos restauraron el teatro en 1892, atrayendo un público adicional con melodramas y comedias, además de presentar óperas y otros eventos populares.

## SigloXX
En 1902, el teatro cerró sus puertas para llevar a cabo extensas modificaciones estructurales, en cumplimiento de las regulaciones de la Carta Real. Estas incluyeron la construcción de una nueva escalera, la instalación de iluminación eléctrica, un nuevo telón de acero y radiadores en todo el auditorio. En 1905, en el centenario de su inauguración, un conjunto liderado por Frank Benson presentó varias obras de Shakespeare.
En 1914, el empresario Arthur Carlton de Worcester asumió el control del teatro. Dado que en ese momento estaba a cargo de 14 teatros, delegó las responsabilidades locales en Mrs. D. Valantine Munro. Durante la Primera Guerra Mundial, el teatro continuó en funcionamiento. En 1916, Sarah Bernhardt interpretó a un soldado francés herido en "Du Théâtre au Champ d'Honneur". En la década de 1920, se presentaron actuaciones de la bailarina rusa Anna Pavlova y de Mrs. Patrick Campbell. Durante la crisis económica de los años 30, el teatro naturalmente tuvo poca rentabilidad y cerró durante seis meses en 1938, siendo adquirido por Reg Maddox. Sin embargo, la época de la Segunda Guerra Mundial no afectó significativamente al teatro. Estrellas como Donald Wolfit, Irene Vanbrugh, John Gielgud y Sybil Thorndike estuvieron en el escenario. En los años posteriores a la guerra, los nuevos medios, como el cine y la televisión, restaron audiencia al teatro.
A finales de la década de 1960, se propusieron sin éxito planes para establecer una fundación para dirigir el teatro. En la década de 1970, partes de la sociedad propietaria fueron adquiridas por el promotor inmobiliario Charles Ware, quien las vendió a Charles Clarke, un abogado de Bristol. Clarke se encargó de la renovación del edificio, pero al ser las ganancias aún escasas, lo vendió en 1976 a Louis I. Michaels, director del Theatre Royal Haymarket en Londres.

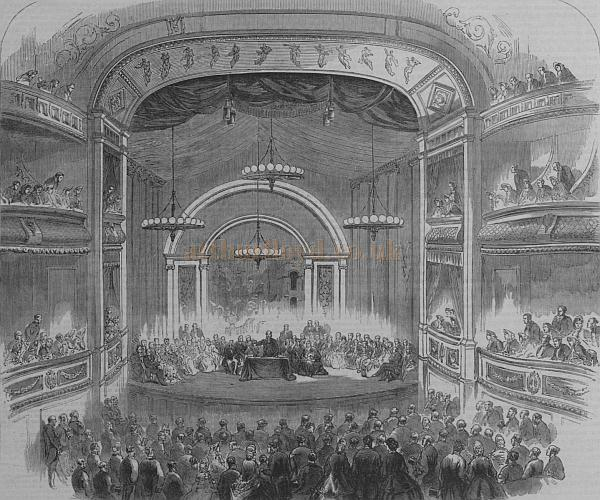
Auditorio del teatro 1865

En marzo de 1979, el deteriorado teatro fue comprado por £155,000 por un fideicomiso liderado por el ingeniero y promotor de las artes Jeremy Fry. Al año siguiente, se lanzó una campaña de donaciones para financiar la renovación y modernización de la tecnología escénica. Se instalarían nuevas traviesas para la iluminación y un sistema de poleas más alto, para permitir que compañías teatrales itinerantes de gran envergadura, como el Royal National Theatre, alquilaran el escenario. Los costos totales estimados fueron de £3.5 millones, de los cuales £1.8 millones se consideraron esenciales para la reapertura del teatro. Se recibieron donaciones en efectivo y en especie de varias fuentes, incluidos el Ayuntamiento, el Arts Council England, el Bath Preservation Trust, el Leche Trust, el Historic Buildings Council, el Manifold Trust, South-West Stonecleaning and Restoration Company y muchos donantes individuales. Sin embargo, al no poder financiar la totalidad del proyecto con estas donaciones, se tuvieron que obtener préstamos de Bristol & West y Lombard North Central. El teatro pudo reabrir sus puertas el 30 de noviembre de 1982. La primera función de reapertura fue "El sueño de una noche de verano", con el elenco del National Theatre bajo la dirección de Paul Scofield. A la ceremonia de apertura asistió la Princesa Margarita.

## Renovación de 2010
En octubre de 2009, se lanzó el '2010 Refurbishment Appeal' por Camilla, Duquesa de Cornualles, Patrona Real del Theatre Royal Bath, con el objetivo de recaudar fondos para un programa de trabajos destinado a preservar el edificio de 200 años de antigüedad, garantizando al mismo tiempo que fuera adecuado para el público del siglo XXI. La renovación de tres millones de libras, el programa de trabajo más extenso desde que el teatro fue salvado del colapso virtual por Fry casi 30 años antes, incluyó una ampliación del vestíbulo, mejoras en los ascensores y acceso para discapacitados a las plateas y los niveles de círculo real, renovación completa de los bares y la creación de The Jeremy Fry Bar, en los antiguos sótanos del pub The Garrick's Head, y la redecoración del auditorio. Las mejoras técnicas incluyeron la reconstrucción del escenario principal, un extenso programa de cableado e iluminación en todo el edificio, con nuevos sistemas de alarma contra incendios, aire acondicionado e iluminación, todo diseñado para mejorar la eficiencia del edificio y reducir la huella de carbono en aproximadamente un 30%. El diseño estuvo a cargo de arquitectos de Fielden Clegg Bradley Studios, y la empresa constructora Midas fue contratada para completar los trabajos de construcción.
Una campaña, liderada por la escritora y novelista Bel Mooney, quien había sido fundamental en campañas de recaudación de fondos anteriores para el Theatre Royal Bath, vio que casi un tercio del dinero fue recaudado a través de donaciones y patrocinios, lo que permitió que los trabajos comenzaran fuera de las áreas públicas en marzo de 2010. La sala principal del teatro fue cerrada en julio de 2010, para permitir que se completaran los trabajos en el vestíbulo, los bares y el auditorio.

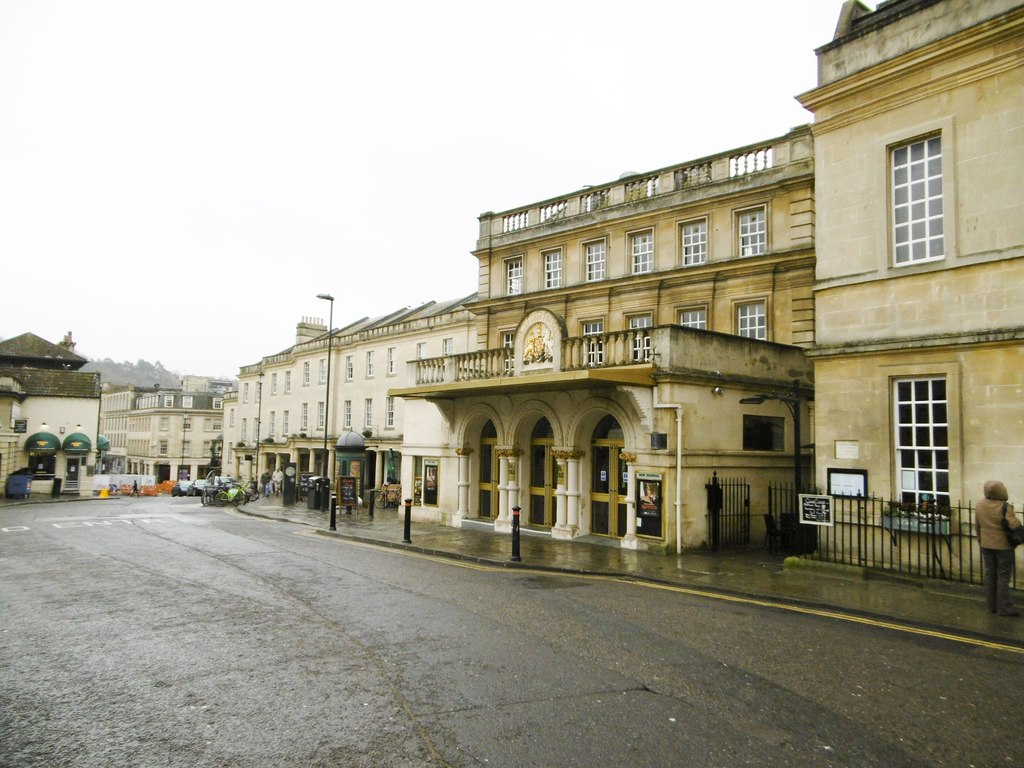
Bath, New Theatre Royal 2015

La reapertura oficial tuvo lugar el miércoles 8 de septiembre de 2010, apenas diez meses y medio después del lanzamiento de la campaña original, con la finalización de los trabajos de construcción según lo programado. La ceremonia de reapertura fue realizada en el escenario por los actores Penelope Keith y Peter Bowles, quienes protagonizaban la producción propia del Theatre Royal de "The Rivals", la clásica comedia de la Restauración de Richard Brinsley Sheridan, ambientada en y alrededor del Bath del siglo XVIII. En 2011, el teatro recibió el premio British Construction Industry Award Conservation Award.

## Arquitectura
El teatro, junto con el vecino pub Garrick's Head, es un edificio catalogado de Grado II* y se considera un excelente ejemplo de arquitectura georgiana. La parte más antigua del edificio es el antiguo Garrick's Head en St John's Close. El edificio de tres pisos y cinco vanos, con un sótano, tiene un tejado a dos aguas con una balaustrada parcial. Sobre la puerta hay un busto de David Garrick, realizado en 1831 por Lucius Gahagan. El lado de Beauford Square del edificio, originalmente diseñado por George Dance the Younger, consta de cinco vanos con pilastras que llevan un friso de musas cómicas y trágicas. La puerta central era la entrada principal para el patio y las galerías. El frente este, ahora la entrada principal que da a Sawclose, fue alterado desde una entrada simple de seis vanos con la adición del vestíbulo de arco redondeado que oculta cuatro de los vanos originales. El auditorio de 900 asientos tiene niveles de yesería ornamental, con decoración roja y dorada, y un techo de trompe-l'œil y un lustroso candelabro. Tiene tres galerías en un plan en forma de herradura, sostenidas por columnas de hierro fundido.

## Literatura
- Pevsner, N.; Sambrook, J. (2016). Pevsner's Architectural Glossary. Pevsner Architectural Guides: Introductions. Yale University Press. ISBN 978-0-300-22368-2. Consultado el 14 de mayo de 2024.
- Gadd, D. (1971). Georgian Summer: Bath in the Eighteenth Century. Adams & Dart. ISBN 978-7-80067-177-7. Consultado el 14 de mayo de 2024.
- Haddon, J. (1982). Portrait of Bath. Portrait books. R. Hale. ISBN 978-0-7091-9883-3. Consultado el 14 de mayo de 2024.
- Harris, J.; Art, P.M.C.S.B. (2007). Moving Rooms. Paul Mellon Centre for Studies in British Art (YUP) Series. Yale University Press for the Paul Mellon Centre for Studies in British Art. ISBN 978-0-300-12420-0. Consultado el 14 de mayo de 2024.
- Lowndes, W. (1988). The Theatre Royal at Bath. Redcliffe Press, Limited. ISBN 978-0-7855-0720-8. Consultado el 14 de mayo de 2024.
- Marshall, G. (2012). Shakespeare in the Nineteenth Century. Cambridge University Press. ISBN 978-0-521-51824-6. Consultado el 14 de mayo de 2024.
- Swindells, J.; Taylor, D.F. (2014). The Oxford Handbook of the Georgian Theatre 1737-1832. Oxford Handbooks of Literature. OUP Oxford. ISBN 978-0-19-960030-4. Consultado el 14 de mayo de 2024.